# Golfo de Vizcaya (película)
Golfo de Vizcaya es una película española de 1985 dirigida por Javier Rebollo. La película se presentó en el Festival de Cine de San Sebastián el mes de septiembre de 1985, costando 60 millones de pesetas y estaba subvencionada por el Gobierno vasco y la Dirección General de Cine del Ministerio de Cultura.

## Argumento
Lucas (Omero Antonutti) es un periodista con un oscuro pasado que habiendo residido en Francia durante 15 años regresa a su ciudad natal, Bilbao. Entonces conoce a una joven llamada Olatz (Sílvia Munt) manteniendo una relación intensa... Pero una serie de acontecimientos acosará su intimidad hasta hacerle estallar...